# Bascov, Argeș
Bascov este satul de reședință al comunei cu același nume din județul Argeș, Muntenia, România. Este situat în partea centrală a județului în lunca Argeșului. La recensământul din 2011 avea o populație de 4.653 de locuitori. Bascov este locul unei exploatări de țiței.

## Transport
În Bascov există o gară, unde opresc trenurile Pitești-Curtea de Argeș, 6 trenuri pe zi, 3 pe sens.
Linia 2 are capăt de linie la intrarea în localitate.
De asemenea, în Bascov circulă, din septembrie 2022, autobuzele 11 și 14, 11 având capăt de linie la Schiau Fermă (pe DN7C spre Curtea de Argeș), iar 14 având capăt de linie la ieșirea din Prislopu Mic, pe DN7C. Autobuzele circulă de luni până vineri între 05:20-23:50 (linia 14) și 05:30 (14)-19:20 (11) în weekend și în zilele de sărbătoare. Autobuzele folosite sunt cele ale Publitrans 2000 SA, cu precădere Solaris Urbino 12. Sunt amplasate 30 stații de autobuz, BAT Bascov deservind toate cele 3 linii, 2,11,14.

## Monumente istorice
- Biserica de lemn cu hramul Sf. Gheorghe (cod: AG-II-m-A-13471);
- Clădirea gării, construită în 1880 după planurile inginerului Elie Radu are statut de monument istoric (cod: AG-II-m-B-13472).